# Champagne Pool
Der Champagne Pool ist mit einem Durchmesser von 65 m, einer Tiefe von 62 m und einem geschätzten Wasservolumen von 50.000 m3 eine der größten Thermalquellen Neuseelands. 
Der Champagne Pool gehört zu dem 18 km2 großen Geothermalgebiet Wai-O-Tapu, das 20 km südlich von Rotorua beginnt. Der Pool selbst befindet sich weitere 7 km südlich und ist über den Park Wai-O-Tapu Thermal Wonderland zugänglich. Der State Highway 5 führt westlich in der Nähe des Sees vorbei.
Das 74 °C heiße Wasser ist übersättigt mit den Metalloidverbindungen Orpiment (As2S3) und Stibnit (Sb2S3), welche ausfallen und ein orangefarbiges Sediment bilden.
Der Name „Champagne Pool“ leitet sich von dem kontinuierlichen Strom an Gasblasen ab, die zur Wasseroberfläche aufsteigen, vergleichbar Gasperlen in einer Flöte Champagner. Das entweichende Gasgemisch besteht hauptsächlich aus Kohlendioxid (CO2), zu einem geringen Anteil aus Stickstoff (N2), Methan (CH4), Wasserstoff (H2), Wasserstoffsulfid (H2S) und Spuren von Sauerstoff (O2).
Im Champagne Pool findet sich das bisher einzige bekannte Vorkommen des Bakteriums Venenivibrio stagnispumantis.